# Konrad Lovrenčić
Konrad Lovrenčić (Slavonski Brod, 19. rujna 1980.) hrvatski je samouki basist.

## Životopis
Konrad Lovrenčić Rođen je 19. rujna 1980. u Slavonskom Brodu. Basist, samouk.
Nakon odsluženja vojnog roka, 2000. dolazi u Zagreb, gdje svira s Brain Holidays (roots reggae) 2001. – 2004., Leksaurinima (Edo Maajka, HC, hip-hop) od 2004. – 2007., Natalie Dizdar 2006. – 2007., LessThanAMinute, Tobogan – elektro Drum 'n' bass, Zykopops.
Istražuje zvuk bas-gitare kombinirajući efekte kako bi definirao svoj zvuk. Uz iskustvo u hip-hopu, hard coreu, reggeu i drum'n'bass-u. Jedan je od osnivača Beat Busters ekipe i voditelj udruge Vibra. 2015. godine s prijateljem i lijeričarem benda Kries Ivom Letunićem radio je glazbu za predstavu "Na sveta tri kralja" u kazalištu Marina Držića u Dubrovniku redatelja Ivice Kunčevića. Surađuje s ilustratoricom i animatoricom Ivanom Guljašević za koju sklada glazbu za animirane filmove. Bavi se i fotografijom te je 2016. godine u muzeju Kuća Bukovac, rodna kuća Vlaha Bukovca, održao prvu samostalnu izložbu fotografija pod nazivom "Usput uz put". Trenutačno svira u bendovima, Elemental, etno/world music sastavu Kries, Chui, Mixed up Mary i Demoler Demoler.

## Diskografija
- 2006. Brain Holidays – Stereo Roots
- 2006. Ivan Vragolovich Live at Kino Jadran Slavonski Brod
- 2008. Kries – Kocijani
- 2008. VA – Dancing B(e)ar Lounge 2
- 2010. LessThanAMinute – To Be
- 2010. LessThanAMinute – To Be live @ Teatar &TD
- 2010. Elemental – Vertigo
- 2010. Zykopops – Z Kao Zajkopops (Z Is For Zykopops)
- 2010. Elemental – Live @ Boogaloo
- 2013. Tobogan – Live at Kramasonik
- 2013. Elemental – U redu je
- 2015. Mixed up Mary – Rano je za sutra
- 2015. Chui – Third sun from the stone
- 2016. Elemental – Tijelo
- 2017. Kries – Selo na okuke / Village tracks
- 2018. Mixed up Mary – Umolomni

## Vanjske poveznice
- http://www.vibe  Arhivirana inačica izvorne stranice od 9. ožujka 2014. (Wayback Machine).hr
- http://www.kries.info/  Arhivirana inačica izvorne stranice od 16. veljače 2009. (Wayback Machine)
- http://www.elemental.hr/
- http://www.beat-busters.com/  Arhivirana inačica izvorne stranice od 16. svibnja 2014. (Wayback Machine)
- http://www.mixedupmary.com
- http://www.beat-busters.com/chui